# Соловйов Євген Євгенович
Євген Євгенович Соловйо́в (нар. 30 липня 1941, Люботин) — український художник; член Спілки радянських художників України з 1970 року. Син художників Євгена Соловйова і Любові Джолос.

## Біографія
Народився 30 липня 1941 в місті Люботині (нині Харківська область, Україна). Упродовж 1956—1961 років навчався у Харківському художньому училищі, у 1961—1967 роках — в Московському вищому художньо-промисловому училищі.
Жив у Харкові, в будинку на вулиці Культури, № 12, квартира 21. У 1990-х роках виїхав до США.

## Творчість
Працював в галузі станкової графіки і монументального мистецтва. Серед робіт:
- «Спляча» (1966, офорт);
- «1918 рік» (1967, темпера);
- триптих «Не жертви — герої» (1967, кольовова ліногравюра);
- серія «Революція» (1968, ліногравюра);
- «Жарптиця» (1968, кольорова ліногравюра);
- «Машенька і ведмідь» (1968);
- «Володимир Ленін у Польщі» (1969);
- серія «Перші роки Радянської влади» (1969, офорт);
- «1941-й рік» (1971, ліногравюра).

Брав участь у республіканських та всесоюзних виставках з 1968 року.